# Aba Ier
Pour les articles homonymes, voir Aba.
Aba Ier (avec son titre d'honneur syriaque Mar Aba Ier) fut catholicos de l'Église de l'Orient de 540 à sa mort en février 552.

## Biographie
Sa carrière est retracée dans la Chronique de Séert (II, 27-30) et dans une Vie publiée par Paul Bedjan, à quoi il faut ajouter les notices de Mari ibn Sulayman (p. 49-53, éd. Gismondi), de 'Amr ibn Matta (p. 39-41) et de Bar-Hebraeus (Chron. eccl., II, col. 90 sqq.).
Né dans la localité de Hala, en Mésopotamie, dans une famille de religion mazdéenne, il fut d'abord secrétaire du gouverneur de sa province natale, et très attaché à sa religion d'origine, avant de se convertir au christianisme. Une fois baptisé, il devint étudiant à l'École de Nisibe, puis voyagea dans l'Empire byzantin avec un ami nommé Thomas d'Édesse, qui lui apprit le grec : d'abord en Palestine et en Égypte, puis à Athènes et Constantinople (entre 525 et 533). De retour dans l'Empire perse, il songea un temps à se faire ermite, mais il devint finalement professeur de l'École de Nisibe. En 540, il fut élu catholicos à l'unanimité du synode, et son élection fut simplement acceptée par le roi Khosro Ier ; ce fut un rare cas d'élection non obtenue par la fraude ou l'intrigue, et non imposée par le roi.
À son avènement, la situation de l'Église de l'Orient est très préoccupante : de 523 à 535, deux catholicos, Élisée (Élicha) et Narsaï, s'étaient opposés, et malgré la fin officielle du schisme, les évêques consacrés par les deux étaient restés en place, et l'Église se trouvait dotée d'une hiérarchie double. De plus, le mariage des clercs, depuis les évêques jusqu'aux moines, institué depuis 486, tendait à favoriser la constitution de dynasties épiscopales (en 523, le catholicos Élisée avait lui-même été désigné sans élection par son prédécesseur et beau-père Chila). Ainsi affaiblie, l'Église nestorienne était confrontée, depuis 520 environ, à un afflux de chrétiens monophysites venant de l'Empire byzantin où ils étaient persécutés ; ils se concentraient notamment à Hira, capitale des Arabes Lakhmides, clients des rois perses ; le monopole de l'Église nestorienne en territoire perse était donc sérieusement mis à mal. Comble de malheur : l'élection d'Aba Ier correspondit à la reprise de la guerre entre l'Empire perse et l'Empire byzantin, interrompue depuis 532, ce qui annonçait de nouvelles persécutions anti-chrétiennes. Ancien mazdéen converti, Mar Aba était également sûr d'attirer une hostilité particulière de la part de la hiérarchie officielle des Mages, qui s'efforçait depuis toujours de faire interdire de telles conversions.
Aba Ier commença son pontificat par un long voyage pastoral de diocèse en diocèse pour rétablir l'unité de l'Église. Il ne garda qu'un évêque par siège, choisissant le plus digne quand il y en avait un, sans parti-pris pour ceux d'Élisée ou ceux de Narsaï, et parfois déposant les deux et imposant un troisième. En 544, il tint un synode pour ratifier ce rétablissement d'une hiérarchie unique. Ce synode réinstitua en outre le célibat et la continence obligatoires pour tous les évêques. Il réglementa précisément l'élection du catholicos, assurée désormais par les quatre métropolites de Beth Lapat, de Perat de Maïsan, de Karka de Beth Slok et d'Erbil, assistés chacun par trois évêques de leur province. D'autres mesures de réaffirmation de la discipline chrétienne furent prises, concernant notamment le mariage : interdiction de la polygamie et des unions entre parents proches (pratiques dues à l'influence du mazdéisme) ; interdiction aussi de la coutume d'origine juive du mariage avec la belle-sœur (Deutéronome, 25:5). S'agissant des moines, ils furent exclus du sacerdoce, mais permission fut donnée, ce qui n'était pas le cas auparavant, d'installer des couvents dans les villes.
Pendant ce temps, en 540, lors d'une campagne militaire foudroyante contre l'Empire byzantin, Khosro Ier s'était emparé des villes d'Alep et d'Antioche, qu'il avait fait entièrement détruire ; les survivants furent emmenés en captivité et on construisit pour eux près de Séleucie-Ctésiphon une ville nouvelle appelée « La Meilleure Antioche de Khosro » (en 573, 292 000 Syriens y furent encore déportés). Tout cela amenait en Perse de nouveaux chrétiens d'obédience monophysite ou chalcédonienne. Quant à l'Église nestorienne, elle subit des attaques : l'École de Nisibe dut fermer provisoirement ses portes dès 540 ; vers 544/545, Aba Ier fut exilé en Azerbaïdjan, où il resta sept ans, et d'où il ne put revenir que peu de temps avant sa mort. Il continua à administrer son Église par le moyen de lettres dont beaucoup ont été conservées jusqu'à nos jours.
Cependant, le catholicos avait obtenu la conversion de l'émir des Lakhmides, Nouman, damant ainsi le pion des monophysites installés en nombre à Hira, et assurant le rattachement de cette grande tribu arabe à l'Église nestorienne. D'autre part, c'est de son pontificat que date le grand élan missionnaire de cette Église vers l'est et vers le sud. Homme d'étude, il favorisa le développement d'une École patriarcale de Séleucie-Ctésiphon, qu'il installa dans un ancien temple du feu cédé par un mage qu'il avait converti, et qui commença à concurrencer l'École de Nisibe, surtout après la fermeture temporaire de cette dernière.
En matière de liturgie, Mar Aba chargea son compagnon Thomas d'Édesse de traduire du grec en syriaque l'anaphore attribuée à Théodore de Mopsueste, utilisée depuis dans l'Église d'Orient pendant un tiers de l'année (depuis l'Avent jusqu'au dimanche des Rameaux), et celle de Nestorius, utilisée le 25 octobre. Il est d'autre part l'auteur d'oraisons jaculatoires insérées dans le Psautier nestorien (après les deux premiers versets de chaque psaume). On garde de lui également des homélies et des commentaires de textes bibliques (de la Genèse, des Psaumes, de la Sagesse de Salomon et des épîtres de saint Paul). Il aurait travaillé à une nouvelle traduction de la Bible en syriaque, mais on n'en conserve nulle trace.
Après sa mort, l'application de ses réformes fut sur certains points bien difficile : Khosro Ier imposa pour sa succession son médecin chrétien Joseph, et après la mort de ce dernier, en 567, fut élu Ézékiel, ancien élève de Mar Aba, mais homme marié, et gendre de Paul, le prédécesseur d'Aba. Cependant, Aba Ier resta dans les mémoires comme le plus grand catholicos de l'époque sassanide.
À sa mort il avait été inhumé à Hira, et un monastère fut fondé près de son tombeau.